# Rhizoecus maritimus
Rhizoecus maritimus är en insektsart som först beskrevs av Cockerell 1894.  Rhizoecus maritimus ingår i släktet Rhizoecus och familjen ullsköldlöss. Inga underarter finns listade i Catalogue of Life.